# Tenside (Band)
Tenside ist eine deutsche Metal-Band aus München.

## Geschichte
Tenside wurde im Jahr 2004 gegründet, 2005 erschien die erste Demo-CD Insolence. Noch im selben Jahr gewann die Band einen Band-Contest des Radiosenders Antenne Bayern und spielte im Sommer 2005 auf dem Young-and-Free-Festival auf dem Nürnberger Zeppelinfeld vor über 25.000 Zuschauern. Im Oktober 2006 wurde mit This Is Reality vorab die erste Single aus dem Anfang 2007 veröffentlichten Debütalbum My Personal War über Unformatted Records veröffentlicht. Der dazugehörige Videoclip war in Spanien gedreht worden. Die Band tourte in Folge durch Deutschland und Teile Europas.
Im Januar 2008 war die Gruppe als Vorband für Ektomorf und Stuck Mojo auf Europatour. Ende März 2008 erschien das zweite Album Mental Satisfaction, das in mehreren Trendcharts einsteigen konnte, darunter die DAT-20-Charts, MRC 30 Charts und die Hellfest Charts. Den Sommer über spielte Tenside auf einigen Festivals.
Am 29. Mai 2009 erschien das dritte Album Tear Down Your Fears auf Hellfest Records. Die gleichnamige erste Single erschien mit dazugehörigem Videoclip. Die Platte schaffte erneut Trendchart-Entrys. Tenside war mit dem dritten Album wieder in Europa auf Tour und bestritt dabei Konzerte mit Devildriver und Hatebreed. Bis September 2010 war die Band in rund 300 Live-Shows in mehreren Ländern Europas aufgetreten.
Am 1. April 2011 erschien das vierte Album Chain Reaction auf Recent Records. Vorab war im Februar die Single Armed and Dangerous inklusive Videoclip erschienen. Die zweite Single Closer to the Edge erschien ebenfalls mit Videoclip im Juni 2011. Im Mai 2011 waren Tenside auf Europatournee und gaben Konzerte in Deutschland, der Schweiz, Belgien, den Niederlanden, Tschechien und Polen. Violet World, die dritte Single aus dem Album, beinhaltet einen Gastauftritt von Christoph von Freydorf, dem Sänger der Emil Bulls.
Im Dezember 2011 waren Tenside erneut auf Tournee durch Deutschland, diesmal gemeinsam mit der britischen Band Skindred. Während der gemeinsamen Tour konnte sich der Videoclip zu Closer to the Edge in den Charts des TV-Senders I Music 1 auf Platz 1 positionieren.
Anfang 2012 entschlossen sich die Gründungsmitglieder Tobi Leitner (Gitarre) und Louis Weber (Schlagzeug) die Band zu verlassen. Die beiden wurden durch Michael Klingenberg (Senses May Wither) und dem ehemaligen Silent-Decay-Schlagzeuger Florian Schönweitz ersetzt. Mit diesem Line-up spielten Tenside eine Reihe Sommerfestivals, unter anderem das With Full Force und das Devilside-Festival. Anschließend unterstützten Tenside noch die Deutschlandclubshows von Soulfly. Im Herbst spielte die Band eine Tour in Deutschland, Holland und Belgien mit Dead by April. Im Februar 2013 waren Tenside für zwei Konzerte in Russland (Moskau und St. Petersburg).
Im Juli 2013 erschien das von Tue Madsen in seinen Antfarm Studios im dänischen Aarhus produzierte, gemixte und gemasterte Album NOVA. Für die Produktion der Gesangsaufnahmen wurde zusätzlich noch Christoph von Freydorf (Emil Bulls) hinzugezogen.
2014 war die Band erneut Supportact auf der Deutschland-Tour von Soulfly. Eine weitere Deutschlandtour mit Sacred Reich folgte. Anschließend spielte Tenside unter anderem auf den Festivals Summer Breeze und dem Wacken Open Air. Ab September 2014 spielte die Band die Europa-Tour der Wacken Roadshow. Im April 2014 reiste die Band für sieben Shows nach China. Im März 2015 war Tenside auf Co-Headliner-Tour mit Dreamshade quer durch Europa. Im April folgten Auftritte als Special Guest der Emil Bulls.
Im Januar 2017 erschien der sechste Longplayer mit dem Titel Convergence. Es schloss sich eine europaweite Headliner-Tour an wie auch verschiedene Festivalauftritte (z. B. With Full Force).
Im Januar 2018 verkündete Schlagzeuger Florian Schmid sein persönliches Karriereende und somit auch den Ausstieg aus der Band.
2019 sind Tenside erneut auf Tour und spielen dabei Konzerte in Deutschland mit den US-Metallern von Trivium, sowie mit Bad Wolves und eine Club Tour mit Any Given Day. Im Oktober 2019 sind TENSIDE auf Tour durch Europa und England gemeinsam mit Killswitch Engage zu sehen und spielen dabei Konzerte in Großbritannien, Belgien, Holland, Deutschland, Schweden, Dänemark, Norwegen, Finnland sowie Polen und der Schweiz. Höhepunkt der Tour die ausverkaufte London Show in der legendären Brixton Academy bei welcher das Musikvideo zum Song "As Above So Below" entstand.
2020 kündigen Tenside ihr siebtes Album mit dem Namen Glamour & Gloom zur Veröffentlichung am 20. März 2020 an. Am 27. März 2020 steigt das neuste Album Glamour & Gloom auf Platz #45 der offiziellen deutschen Top 100 Album Charts ein und bildet damit den höchsten offiziellen Chart Einstieg in der Bandgeschichte. Auch im Ausland ist das neue Album in diversen independent- und Digital Charts im Genre Rock- und Metal stark vertreten. Die angekündigte Album Release Tour durch Europa musste wegen des Ausbruchs der Corona-Pandemie vorerst auf Herbst 2020 verschoben werden.

## Stil
Tenside orientierten sich insbesondere auf ihren ersten Alben am Nu Metal, seit Mental Satisfaction (2008) finden sich vermehrt Elemente des Groove- und Modern Metals, gelegentlich wird die Band dem Metalcore zugeordnet.
Wiederholt finden sich Vergleiche zu Bands wie In Flames, Machine Head, Soulfly und Ektomorf.

## Diskografie
Alben
- 2005: Insolence (Demo)
- 2007: My Personal War
- 2008: Mental Satisfaction
- 2009: Tear Down Your Fears
- 2011: Chain Reaction
- 2013: NOVA
- 2017: Convergence
- 2020: Glamour & Gloom
- 2024: Come Alive Dying

Singles
- 2006: This Is Reality
- 2007: World of Misery
- 2008: Arrested
- 2009: Tear Down Your Fears
- 2011: Armed and Dangerous
- 2011: Closer to the Edge
- 2011: Violet World
- 2013: Reborn
- 2014: Dead or Alive
- 2016: This is what we die for
- 2016: Unbreakable
- 2017: New Slaves
- 2018: Faith over Fears
- 2019: As Above So Below
- 2020: Cannibals
- 2020: The Last Anthem
- 2020: Along with the Gods